# Delta Virginis
Désignations
Delta Virginis (δ Virginis / δ Vir) dans la Désignation de Bayer est une étoile de la constellation de la Vierge. C'est une géante rouge.

## Nomenclature
Minelauva est aujoud’hui le nom propre de Delta Virginis / δ Vir, adopté par l'Union astronomique internationale (UAI). Le nom , absent chez Richard Hinckley Allen, a possiblement été introduit par Jack. W. Rhoads (1971), probablement à partir de la transcription Min AlAuwâ', donnée par Thomas Hyde (1665) dans sa traduction traduction du یجِ سلطانی Zīğ-i Sulṭānī ou « Tables sultaniennes » d’Uluġ Bēg (1437).
Ce nom vient de l’arabe من العواء min al-ᶜAwwā’, expression signifiant littéralement « [qui fait partie] du Hurleur », ceci pour indiquer l’appartenance de cette étoile au groupe βηγδε Vir appelé al-ᶜAwwā’, « le Hurleur » (voir β Vir), qui se présente sous la forme d’un angle ouvert et constitue la XIIIe des manāzil al-qamar ou « stations lunaires ». On trouve dans certains catalogues les variantes Auva et Al Awwa.
Le prêtre et astronome du XIXe siècle Angelo Secchi lui aurait attribué le nom d'« étoile Bellissima »[source insuffisante].

## Propriétés
Delta Virginis (δ Virginis / δ Vir) est de type spectral M3-III et a une magnitude apparente de 3,38, donc assez brillante pour être visible à l'œil nu. Elle est classée comme variable semi-régulière et sa luminosité varie entre les magnitudes +3,32 et +3,40.
Delta Virginis est peut-être une étoile binaire, car une étoile de 11e magnitude se trouve à seulement 80 arcsecondes. Cette naine de type K a probablement une période orbitale de plus de 200 000 ans, mais cette valeur n'a pas été confirmée.